# Serra de Voravall
La Serra de Voravall és una serra situada al municipi de Gandesa a la comarca de la Terra Alta, amb una elevació màxima de 435 metres.